# Marcos Levy
Marcos Levy,  conhecido por Xuxa Levy  é um músico e produtor brasileiro, proveniente de uma tradicional família de músicos, cujo bisavô foi o fundador da "Casa Levy", uma das primeiras casas de música do Brasil, e os tios-avôs, Alexandre Levy e Luiz Levy, foram pioneiros do nacionalismo brasileiro na composição musical. 
Xuxa Levy cursou composição e regência pela UNESP e iniciou sua carreira profissional nos anos 90, acompanhando artistas como Itamar Assumpção e Zé Geraldo em turnês pelo país. Durante essa década, integrou a banda Vexame! , compartilhando o palco com artistas renomados e participando de gravações importantes.
Ao longo da carreira, Xuxa Levy  também  se destacou como produtor e compositor em diversos projetos.  Nos anos 2000, dirigiu o show " O Glorioso Retorno de quem não estava aqui" e produziu o álbum "Sobre crianças, quadris, pesadelos e lições de casa" do rapper Emicida, considerado o melhor do ano pela revista Rolling Stone e indicado ao Grammy Latino em 2016. 